# Jake Arrieta
Jacob Joseph Arrieta (Farmington, 6 marzo 1986) è un ex giocatore di baseball statunitense.

## Carriera

### Gli inizi
Nato nella cittadina di Farmington nello stato del Missouri, fu originalmente selezionato dai Milwaukee Brewers al 26º giro del Draft del 2005, ma ha scelto di continuare gli studi optando per la Texas Christian University dove nel baseball è stato campione mondiale universitario nel 2006.
Il suo ingresso nei professionisti avvenne comunque nel 2007 dove questa volta fu selezionato al 5º giro dai Baltimore Orioles.

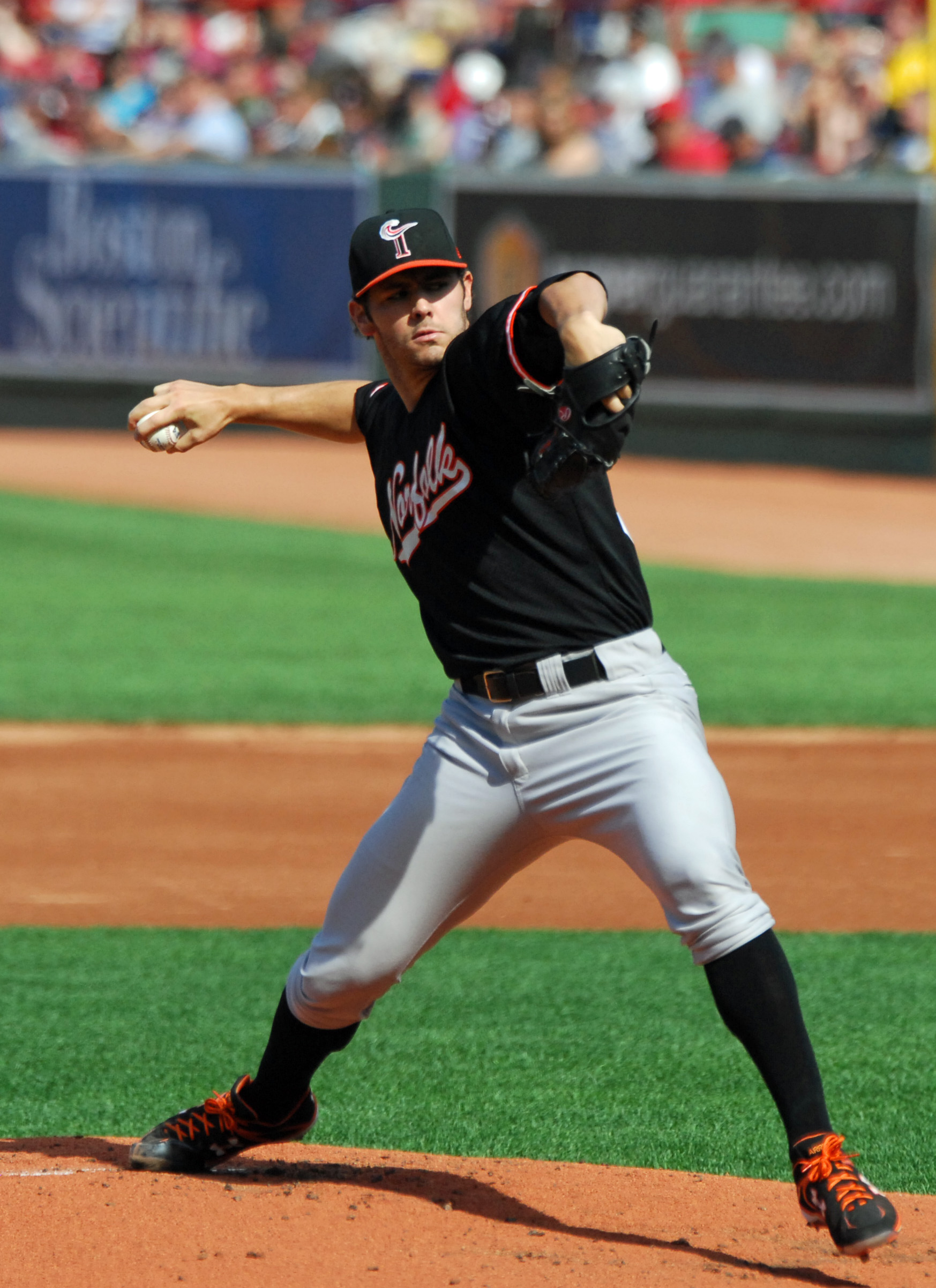
Jake durante una partita stagionale del 2009

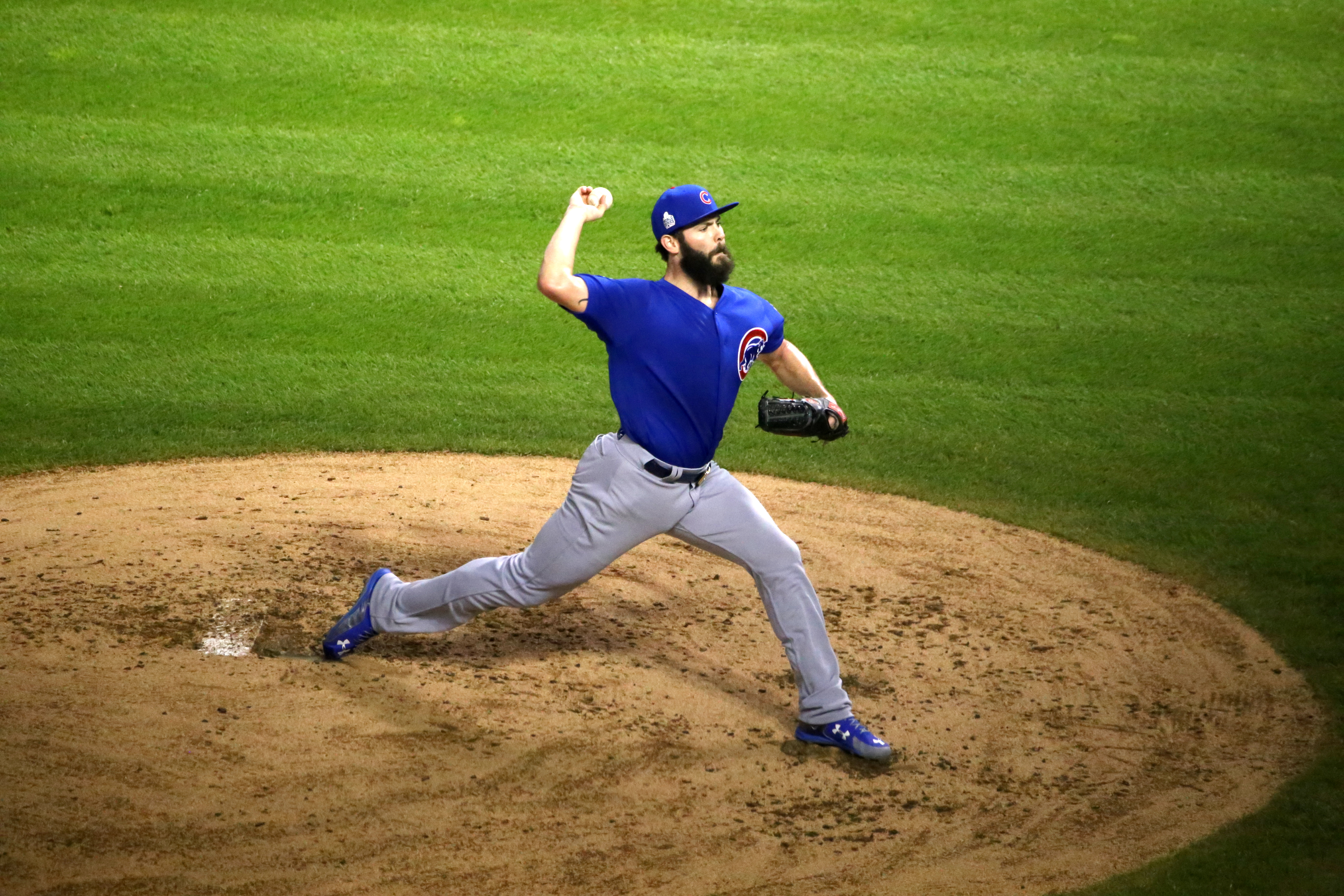
Arietta con la maglia dei Cubs durante le World Series 2016

### Minor League e nazionale statunitense
Dopo il draft, Arrieta è stato mandato a fare esperienza nelle leghe minori debuttando con i Frederick Keys (squadra affiliata) chiudendo la stagione con un record di 6-5 nel bilancio vittorie-sconfitte, una media PGL (ERA) di 2,87 e 120 strikeout.
Fu convocato dalla nazionale di baseball degli Stati Uniti d'America per partecipare alle Olimpiadi di Pechino del 2008, dove ottenne la medaglia di bronzo.

### Baltimore Orioles
Il 10 giugno 2010 ha debuttato ufficialmente in MLB, al Camden Yards di Baltimora contro i New York Yankees, lanciando per 6 inning completi subendo 3 punti ed eliminando 6 battitori ottenendo la vittoria.
Ha chiuso la stagione regolare di debutto con un record di 6-6, una media PGL (ERA) di 4,66 e 52 strikeout.
Nella stagione 2011 è diventato un lanciatore partente della squadra degli Orioles concludendo la sua prima stagione da partente con un record di 10-8, una media PGL (ERA) di 5,05 e 93 strikeout.
Nella stagione successiva iniziò nuovamente come lanciatore partente ma dopo alcuni risultati negativi venne retrocesso il 6 luglio 2012 nella categoria Triplo A per poi tornare successivamente nella prima squadra terminando la stagione con un record negativo di 3-9, una media punti PGL (ERA) di 6,20 (peggiore in carriera) e 109 strikeout (migliore in carriera).

### Chicago Cubs
Il 2 luglio 2013, Arrieta è stato scambiato con i Chicago Cubs. Nel 2015 è stato premiato con il Cy Young Award dopo avere guidato la MLB in vittorie, il primo giocatore dei Cubs da Greg Maddux nel 1992.
Il 21 aprile 2016, nella vittoria sui Cincinnati Reds per 16-0, Arrieta ha fatto registrare il secondo no-hitter della carriera.

### Philadelphia Phillies
Divenuto free agent, il 12 marzo 2018 Arrieta firmò un contratto triennale del valore di 75 milioni di dollari con i Philadelphia Phillies. Divenne free agent al termine della stagione 2020.

### Ritorno ai Cubs
Il 13 febbraio 2021, Arrieta firmò un contratto annuale del valore di 6 milioni di dollari con i Chicago Cubs con inclusa un'opzione per la stagione successiva. Venne svincolato dalla franchigia il 12 agosto dello stesso anno.

### San Diego Padres
Il 16 agosto 2021, Arrieta firmò un contratto di minor league con i San Diego Padres, che lo schierarono per la prima volta nella major league il 18 agosto successivo. Il 21 settembre venne designato per la riassegnazione e il giorno seguente, svincolato dalla franchigia.

## Carriera internazionale
Nel 2006 con la nazionale statunitense ha vinto il titolo di campioni del mondo universitari a Cuba, dove Arrieta ha concluso con un risultato di 4 vittorie e nessuna sconfitta concedendo 0,27 punti agli avversari ed eliminando 34 battitori.
Nel 2008 sempre con la nazionale statunitense ha preso parte alle Olimpiadi di Pechino dove nella sua prima partita da lanciatore partente ha lanciato per 6 inning totali eliminando 7 battitori avversari nella vittoria 9-1 sulla nazionale di casa cinese.

## Palmarès

### Club
- World Series: 1

Chicago Cubs: 2016

### Individuale
- MLB All-Star: 1

2016
- Cy Young Award: 1

2015
- Silver Slugger Award: 1

2016
- Leader della MLB in vittorie: 1

2015

### Nazionale
- Giochi olimpici:

Pechino 2008: Team USA:  Bronzo